# Francesco da Buenos Aires - La Rivoluzione dell'uguaglianza
Francesco da Buenos Aires - La Rivoluzione dell'uguaglianza è un film documentario del 2014 diretto da Miguel Rodriguez Arias e Fulvio Iannucci.

## Trama
Il film ripercorre la vita di papa Francesco dall'infanzia all'elezione al soglio pontificio, anche con l'ausilio di numerose interviste, mettendo in luce la sua personalità e il suo carisma. L'attenzione di Bergoglio è sempre stata rivolta ai poveri e ai più deboli, alla lotta alla corruzione e al rinnovamento degli aspetti più obsoleti dell'istituzione ecclesiastica.

## Distribuzione
Il film è stato proiettato in Italia il 28, 29 e 30 aprile 2014.